# Juan Carlos Coronel
Juan Carlos Coronel Vargas (Cartagena, 11 de julio de 1965) es un cantante, compositor y productor musical colombiano.

## Biografía
Juan Carlos Coronel nació en Cartagena de Indias y a los 6 años participó en un concurso intercolegiado de canto, a los siete años ganó el Festival de la Canción de las Empresas Públicas de su ciudad natal, compitiendo con 40 cantantes profesionales. Este triunfo le sirvió para hacer presentaciones en el Grill Portobelo, del Hotel Caribe; a los ocho años era el show central de los paseos turísticos de los yates Alcatraz por la bahía de Cartagena.
En 1976, con otros músicos, integró el grupo Casanova, de música tropical. Cuando cumplió 14 años, Wady Badrán lo llevó a Discos Fuentes y grabó su primer disco con el grupo Afrosound. Más tarde es contactado para grabar con Fruko y sus Tesos, al lado de Wilson Saoco y también con The Latin Brothers. Posteriormente entra a la agrupación El Nene y sus Traviesos, con la cual graba varios discos de larga duración, de música tropical.
De esas grabaciones las más exitosas fueron: en 1983: "El resplandor", "La chismosa". En 1985: “Patacón pisao”, “Se me cae, se me cae”, “El ventanal”. En 1986: “Juan José”, “Me tiene aburrido (Arroz con manteca)”. En 1987: “Kikirimiau”. En 1989: “Baracaníguara”, “No la dejo de querer”. En 1990: “Ayer la vi”, “Y tú no estás”. Aquí termina esa etapa de música tropical que fue de gran sensación, sobre todo por “Patacón pisao” de Ramón Chaverra, tema que se convirtió en un super hit que ha permanecido dentro de los hits de la época decembrina, poniendo como paradigma el éxito de Juan Carlos Coronel, que sonaba intensamente por la época, y que mantuvo su popularidad en años siguientes. En 1991 ocupó el segundo lugar en el Festival OTI de la canción con el tema "Consejos, canción a mi hijo". Luego vinieron en 1991 “Me estoy enamorando” y en 1992 “Amor en silencio”. Por esta época aparece en el ámbito de la balada.

## Discografía
- 1997:  Tributo Romántico
- 2000:  Mosaico Del Coronel
- 2001:  Tumbao del Coronel
- 2001:  Rey De Corazones
- 2008:  Superstición
- 2011:  Tesoros: Coronel Interpreta A Barrios
- 2012:  De un Coronel a un príncipe
- 2013:  Guarachando Con El Coronel
- 2013-14:  Lenguaje Universal
- 2014:  Esencia De Coronel